# Кодзаки
Кодзаки (яп. 神崎町 Ко:дзаки-мати) — посёлок в Японии, находящийся в уезде Катори префектуры Тиба. Площадь посёлка составляет 19,85 км², население — 6238 человек (1 августа 2014), плотность населения — 314,26 чел./км².

## Географическое положение
Посёлок расположен на острове Хонсю в префектуре Тиба региона Канто. С ним граничат города Катори, Нарита, Инасики.

## Население
Население посёлка составляет 6238 человек (1 августа 2014), а плотность — 314,26 чел./км². Изменение численности населения с 1980 по 2005 годы:
| 1980 | 5645 чел. |  |
| 1985 | 5639 чел. |  |
| 1990 | 5620 чел. |  |
| 1995 | 6156 чел. |  |
| 2000 | 6747 чел. |  |
| 2005 | 6705 чел. |  |

## Символика
Деревом посёлка считается камфорное дерево, цветком — роза, птицей — Zosterops japonicus.